# 난코히가시역
난코히가시역(일본어: 南港東駅, なんこうひがしえき)은 일본 오사카부 오사카시 스미노에구에 있는 오사카 메트로 난코 포트타운선의 철도역이다. 역 번호는 P15이다.

## 역 구조
병용 궤도 위의 섬식 승강장 1면 2선의 고가역이다. 2층에 개찰구와 대합실, 3층에 승강장이 있다. 개찰구는 코스모스퀘어 방향으로 1개소만 있다. 스미노에코엔 방향에 비상용 유치선을 겸한 상하행 건늠선이 있다.
당역은 난코 운수 사무소의 소속으로 스미노에코엔 역의 피관리역이다.

### 승강장
| 승강장 | 노선             | 행선                        |
| ------ | ---------------- | --------------------------- |
| 1      | 난코 포트타운 선 | 스미노에코엔 방면           |
| 2      | 난코 포트타운 선 | 나카후토・코스모스퀘어 방면 |

## 역 주변
역의 북쪽은 공업 전용 지역, 남쪽과 서쪽은 경공업 지역이다. 오사카 항 남쪽, 항 내부, 항 E안벽・D안벽이 가깝고, A안벽・B안벽은 멀다. 남쪽 부두・가모메 페리 터미널로의 오사카 시영 버스는 당역 앞에는 서지 않고 이웃 역인 페리 터미널 역에 발착한다.
역 북쪽은 중고차 경매와 매매를 하기 위한 차가 확보되어 있다.
- 오사카 부립 고난 조형 고등학교
- 포트 타운 카 시티
- 경차 검사 협회 오사카 주관 사무소
- 이즈미야 난코 센터

## 역사
- 1981년 3월 16일: 오사카 시 교통국 난코 포트타운 선 스미노에코엔 ~ 나카후토 역간 개통과 동시에 영업 개시.

## 인접역
| ■ 오사카 메트로 난코 포트타운선   | ■ 오사카 메트로 난코 포트타운선 | ■ 오사카 메트로 난코 포트타운선 |
| --------------------------------- | ------------------------------- | ------------------------------- |
| P14 페리 터미널 코스모스퀘어 방면 |                                 | 난코구치 P16 스미노에코엔 방면  |